# Lijst van presidenten van Kirgizië
Hieronder staat een chronologische lijst van presidenten van Kirgizië.

## Presidenten van Kirgizië (1990-heden)
| Nr. | President            | President                   | Ambtstermijn     | Ambtstermijn     | Partij        |
| --- | -------------------- | --------------------------- | ---------------- | ---------------- | ------------- |
| 1   | Askar Akajev         | Askar Akajev (1944)         | 27 oktober 1990  | 24 maart 2005    | Onafhankelijk |
| 2   | Isjenbaj Kadirbekov  | Koermanbek Bakijev (1949)   | 25 maart 2005    | 7 april 2010     | Ak Jol        |
| 3   | Roza Otoenbajeva     | Roza Otoenbajeva (1950)     | 7 april 2010     | 1 december 2011  | SDPK          |
| 4   | Almazbek Atambajev   | Almazbek Atambajev (1956)   | 1 december 2011  | 24 november 2017 | SDPK          |
| 5   | Sooronbaj Zjeenbekov | Sooronbaj Zjeenbekov (1958) | 24 november 2017 | 15 oktober 2020  | SDPK          |
| 6   | Sadyr Zjaparov       | Sadyr Zjaparov (1968)       | 28 januari 2021  | Heden            | Mekentsjil    |